# Ciudad Residencial Tiempo Libre
La Ciudad Residencial Tiempo Libre es un conjunto arquitectónico del movimiento moderno situado en el distrito de Las Chapas de Marbella (España), inscrito en el Catálogo General del Patrimonio Histórico Andaluz en 2006.

## Descripción
En clave de ciudad jardín, este conjunto residencial se diseña con ciento noventa y nueve viviendas y unos edificios dotacionales. El proyecto organiza zonas residenciales, -que incluyen los chales, club y restaurante colectivo, edificio de recepción y dirección, iglesia, centro sanitario, centro comercial, vivienda del director, garaje y taller-, zonas deportivas, zonas dedicadas a servicios y alojamiento del personal, y otras dedicadas a parques y espacios ajardinados.
Los alojamientos de residentes son de cuatro tipos, aunque todos responden al principio de acoger una sola familia para dormir y estar, disponiendo de un patio con jardín.
Manuel Aymerich Amadiós y Ángel Cadarso del Pueyo eligieron en este proyecto las líneas curvas buscando su expresividad y persiguiendo formas suaves y sombras difuminadas en un lugar de luz tan intensa. Además de por sus valores expresivos, los muros encalados buscaban referencias asociativas a la arquitectura mediterránea.
La promoción realizada por la Obra Sindical de Educación y Descanso se proyectó entre los años 1956 y 1961 y se construyó en varias fases entre la primera fecha citada y 1963. 